# Axel Adlersparre
Axel Adlersparre (i riksdagen kallad Adlersparre i Stockholm), född 27 oktober 1812 i Ås socken i Kalmar län, död 16 juni 1879 i Stockholm, var en svensk politiker och kommendör, av adlig ätt nr 1988 på Riddarhuset.

## Biografi
Fadern var landshövding Axel Adlersparre i Ölands län, hans syster var konstnären Sofia Adlersparre.
Han var gift två gånger. Första gången 1848 med Heliodora Anckarsvärd (1823–1868) och andra gången, annandag jul 1869 med Sophie Leijonhufvud, som blev Sveriges ledande kvinnokämpe.
Endast barn i första äktenskapet, två flickor och tre pojkar: Sofie, (författare) född 1850, Alcyone (författare) född 1851, Georg (slussinspektor) född 1856, Rolf (arkivarie och konstnär) född 1859, Karl (leg sjukgymnast) född 1863.
Kom 1825 till kadettakademien på Karlberg och blev sekundlöjtnant 1837, men efter sin första resa som officer, så fick han permission och seglade under fem år som matros på amerikanska handels- och örlogsfartyg under antaget namn. Återgick till flottan vid hemkomsten och blev kommendörkapten 1862 och kommendör 1868. Han företrädde ridderskapet och adeln vid ståndsriksdagen 1865–1866. Adlersparre var riksdagsledamot i andra kammaren 1867–1879, invald i Stockholms stads valkrets. Han var där ledamot i särskilda utskott, statsrevisor tre gånger. Tog avsked från sin tjänst som chef för sjöförvaltningen 1871 för att han ansåg det oförenligt med det politiska arbetet. Skrev artiklar i tidningarna och ett par böcker om sjöförsvar samt en bok om John Ericssons uppfinningar.

## Utmärkelser
- Riddare av Dannebrogorden,  1849[8]
- Riddare av Svärdsorden,  5 maj 1860[1][8]

[Redigera Wikidata]